# Градска география
Градската география е клон на географията, който се занимава с всички аспекти на заселването в градовете, формирането и развитието на градовете. Неговите изследователски теми включват разпределението на градовете в региона и географските фактори, които влияят върху начина, по който градовете се развиват на фона на данни за околната им среда. Тази област също така включва позоваване на градските проблеми и бъдещото развитие на градовете и подобни модели на заселване – в една или друга степен. Фокусът върху градовете варира в зависимост от уникалните характеристики на даден град в опит за характеризиране на различни типове градове в различен контекст, включително структура, размер и функция.
Основните теми на градската география са: границите на града, физическа структура на града, използване на градската земя, градска динамика, градски функции, градски транспорт, градско население, градски райони, градски отношения, градска йерархия, нови градове, градска миграция, градско планиране и градски типове.

## Сходни публикации
- Архитектура
- Транспортно инженерство
- Търговия
- Град
- Столица
- Пристанище
- Застроена площ
- Отворено пространство
- Използване на земята
- Общ двор
- Обществен транспорт